# Jeff Hendrick
Jeffrey Patrick "Jeff" Hendrick (nascut el 31 de gener de 1992) és un futbolista professional irlandès que juga com a migcampista pel Burnley FC de la Premier League i per la selecció irlandesa.